# Thorsten Schmitt
Thorsten Schmitt (* 20. September 1975 in Villingen-Schwenningen) ist ein ehemaliger deutscher Nordischer Kombinierer.

## Werdegang
Schmitt, der für den SC Furtwangen startete, begann 1988 mit der Nordischen Kombination. Mit 14 ging er auf das Skiinternat Furtwangen/Otto-Hahn-Gymnasium Furtwangen. Seit 1990 übt er den Sport auch auf nationaler und seit 1997 auf internationaler Ebene aus. Bis 1995 gehörte er zu Frank Erlbecks C-Kader der Kombinierer, rückte dann in Hermann Weinbuchs perspektivischen Olympiakader für Nagano 1998 auf. Kurz vor den Spielen am 18. Januar 1998 gab Schmitt in Chaux-Neuve sein Debüt im Weltcup der Nordischen Kombination und erreichte mit dem 12. Platz auch seine ersten Weltcup-Punkte. Bei den Olympischen Spielen startete er im Teamwettbewerb und belegte gemeinsam mit Matthias Looß, Ronny Ackermann und Jens Deimel am Ende den sechsten Rang. Kurz nach den Olympischen Spielen wurde bei Schmitt Hodenkrebs diagnostiziert. Nach einer Operation und mehreren Chemotherapien konnte Schmitt jedoch schon in der nächsten Saison wieder starten. Ab Januar 2000 gehörte er wieder zum Weltcup-Kader und erreichte bereits gegen Ende des Monats in Liberec erneut die Punkteränge. Im Februar nahm er am Teamwettbewerb im B-Weltcup in Baiersbronn teil und stand mit der Mannschaft dabei als Zweiter erstmals auf dem Podium.
Beim Sommer-Grand-Prix im August 2000 überraschte Schmitt mit dem fünften Rang in Klingenthal, konnte aber in Stams und Berchtesgaden daran nicht anknüpfen, weshalb er am Ende nicht über Platz 27 der Gesamtwertung hinauskam. Nachdem er in der Saison 2000/01 erst im Januar 2001 in den Weltcup-Kader kam und dabei ohne große Erfolge blieb, startete Schmitt zu Beginn der Saison 2001/02 zuerst im B-Weltcup. Dabei gelang ihm beim Sprintrennen in Taivalkoski mit dem Dritten Rang sein zweites Podium. Ende Dezember wechselte Schmitt zurück in den Weltcup. Im Januar gelang ihm mit dem fünften Rang in Liberec sein bestes Einzel-Weltcup-Resultat seiner Karriere. In der Folge fand man Schmitt bei fast jedem Weltcup-Rennen in den Punkterängen. Im Sprint-Weltcup konnte er in der Saison 2002/03 mit Rang 20 der Gesamtwertung sein bis dahin bestes Resultat feiern. Bei den Nordischen Skiweltmeisterschaften 2003 im Val di Fiemme gewann er gemeinsam mit Georg Hettich, Björn Kircheisen und Ronny Ackermann die Silbermedaille im Team.
Ein knappes Jahr später im Februar 2004 stand er beim Team-Weltcup in Oberstdorf gemeinsam mit der Mannschaft als Zweiter erstmals bei einem A-Weltcup auf dem Podium. Diesen Erfolg wiederholte er mit der Mannschaft am 11. Februar 2005 in Pragelato. Im Einzel-Gesamtweltcup gelang ihm in der Saison 2005/06 schließlich mit Rang 18 der Gesamtwertung sein bestes Resultat. Bei den Olympischen Spielen 2006 in Turin gehörte er zum deutschen Aufgebot, kam aber als einziger Kombinierer nicht zum Einsatz.
Am 31. Januar 2007 gab er sein Karriereende bekannt. Grund für den Entschluss ist die Nichtnominierung für die Nordischen Skiweltmeisterschaften 2007 im japanischen Sapporo. Zuvor konnte er beim Weltcup in Seefeld in Tirol mit dem 16. Platz im Sprint noch einmal Weltcup-Punkte gewinnen und schloss die Saison 2006/07 schließlich als 31. der Gesamtwertung ab.

## Erfolge

### B-Weltcup-Siege im Einzel
| Nr. | Datum          | Ort         | Disziplin               |
| --- | -------------- | ----------- | ----------------------- |
| 1.  | 8. Januar 1998 | Klingenthal | Gundersen Normalschanze |

## Statistik

### Weltcup-Statistik
Die Tabelle zeigt die erreichten Platzierungen im Einzelnen.
- Platz 1.–3.: Anzahl der Podiumsplatzierungen
- Top 10: Anzahl der Platzierungen unter den ersten zehn
- Punkteränge: Anzahl der Platzierungen innerhalb der Punkteränge
- Starts: Anzahl gelaufener Rennen in der jeweiligen Disziplin

| Platzierung         | Einzel a | Sprint | Massenstart | Team   | Team    | Gesamt |
| Platzierung         | Einzel a | Sprint | Massenstart | Sprint | Staffel | Gesamt |
| ------------------- | -------- | ------ | ----------- | ------ | ------- | ------ |
| 1. Platz            |          |        |             |        |         |        |
| 2. Platz            |          |        |             |        | 3       | 3      |
| 3. Platz            |          |        |             |        |         |        |
| Top 10              | 3        | 1      |             |        | 4       | 8      |
| Punkteränge         | 33       | 41     | 10          |        | 4       | 88     |
| Starts              | 40       | 47     | 12          |        | 4       | 103    |
| Stand: Karriereende |          |        |             |        |         |        |

## Privates
Thorsten Schmitt ist der ältere Bruder des bekannten Skispringers Martin Schmitt. Er lebt in der Nähe von Freiburg im Breisgau. Mit seinem Freund Christoph Graf betrieb er die Internetfirma Smaitec.